# 萨巴捷-桑德朗反应
萨巴捷-桑德朗反应（Sabatier-Senderens reduction）指不饱和化合物的蒸气与氢气通过热的高度分散镍粉，不饱和化合物被还原。
氧化镍在燃烧管中于300℃被氢气流还原为金属。镍催化剂最好在临用前制备，而且在同一个仪器中进行氢化作用。催化剂的效力在很大程度上取决于它的分散度，如果将其分散在载体上，这样的催化剂通常更加活泼。
这个反应是较早的氢化方法。